# Nati nel 1448
| Questa pagina contiene informazioni ricavate automaticamente dalle voci biografiche con l'ausilio del template Bio e di un bot. L'aggiornamento è periodico e automatico e ricostruisce completamente la pagina. Se manca una persona in questa lista, sei pregato di non aggiungerla, ma accertati piuttosto che la sua voce biografica contenga il template Bio e che i dati anagrafici siano correttamente compilati. Se il template Bio manca, inseriscilo tu stesso o, in alternativa, metti l'avviso {{tmp\|Bio}} che ne segnala la mancanza. Se i dati riportati sono sbagliati, correggi direttamente la voce biografica; le modifiche saranno visibili in questa lista entro pochi giorni. Per chiarimenti vedi il progetto biografie. La lista contiene solo le 32 persone che sono citate nell'enciclopedia e per le quali è stato implementato correttamente il template Bio. Pagina aggiornata al 2 ago 2025. |

- 20 gennaio - Al-Qastallani, giurista arabo († 1517)
- 25 gennaio - Paolo Antonio Soderini, giurista e ambasciatore italiano († 1499)
- 14 febbraio - Nannina de' Medici, nobildonna italiana († 1493)
- 20 marzo - Maria di Savoia, nobile italiana († 1475)
- 17 aprile - Battista Spagnoli, poeta, religioso e pittore italiano († 1516)
- 2 giugno - Domenico Ghirlandaio, pittore italiano († 1494)
- 14 luglio - Filippo del Palatinato, nobile († 1508)
- 11 agosto - Bernardo Rucellai, scrittore e umanista italiano († 1514)
- 7 settembre - Enrico di Württemberg, nobile tedesco († 1519)
- 4 novembre - Alfonso II di Napoli, sovrano italiano († 1495)
- 12 dicembre - John Talbot, III conte di Shrewsbury, militare inglese († 1473)
- Bartolomeo della Gatta, pittore, miniatore e religioso italiano († 1502)
- Giovanni Zaccaria Campeggi, giurista italiano († 1511)
- Casimiro II di Teschen, duca († 1528)
- Diego I Cavaniglia, nobile e condottiero italiano († 1481)
- Miguel Corte-Real, esploratore e navigatore portoghese († 1502)
- Enrico I di Münsterberg-Oels, nobile ceco († 1498)
- Gastone II di Foix-Candale, nobile francese († 1500)
- Gioacchino di Alessandria, arcivescovo ortodosso egiziano († 1567)
- Dorotea di Hohenzollern, nobildonna († 1519)
- Johannes Lazo, presbitero ungherese († 1523)
- Bartolomeo Melioli, incisore e orafo italiano († 1514)
- Michele da Cuneo, navigatore italiano († 1503)
- Jan III van Montfoort, nobile e militare olandese († 1522)
- Nicola I di Lorena, duca francese († 1473)
- Pietro II di Lussemburgo-Saint-Pol, nobile francese († 1482)
- Barbara Ragnoni, pittrice italiana († 1533)
- Francesco Rosselli, incisore italiano († 1513)
- Johannes von Soest, compositore e medico tedesco († 1506)
- Domenico da Tolmezzo, pittore e scultore italiano († 1507)
- Pietro da Ravenna, giurista italiano († 1508)
- Francisco de Bobadilla, militare spagnolo († 1502)